# Basílica de Santa Maria delle Carceri
Santa Maria delle Carceri é uma basílica em Prato (município toscano), projetada pelo arquiteto Giuliano da Sangallo e construída a partir de 1485. É um dos primeiros exemplos baseados numa planta em cruz grega na arquitetura do Renascimento. Por sua vez, conforme o historiador inglês Geoffrey Scott, representa um dos últimos exemplos da primeira fase do Renascimento, iniciada por Filippo Brunelleschi com a Capela Pazzi em Florença, também na Toscana. De facto, a igreja de Prato tem uma clara relação formal com a Capela, tomando dela emprestados vários elementos, como a pequena cúpula acabada exteriormente com um telhado cónico, as lanternas circulares no tambor que a sustenta, e a moldura geral do interior e exterior.